# Przibramiella pontica
Przibramiella pontica là một loài ruồi trong họ Tachinidae.